# Гопф, Пауль
Пауль Гопф (19 июня 1875 года, Шпандау — 12 апреля 1939 года, Дюссельдорф) — немецкий политический деятель, глава рижского самоуправления в период кайзеровской оккупации с лета 1917 года до конца 1918 года.

## Предыстория назначения на должность
Пауль Гопф был назначен рижским градоначальником после сдачи Риги в августе 1917 года. Этому предшествовали драматические события, вызванные вторжением войск Германии в Российскую империю. С самого начала активных боевых действий Первой мировой войны в 1915 году Рига оказалась прифронтовым городом, в связи с чем была организована эвакуация культурных ценностей, учебных заведений и промышленных предприятий, а также специалистов, которые на них работали. Вскоре была оставлена Курляндия, захваченная оккупационным военным контингентом. В то же время героическая оборона акватории Рижского залива продолжалась долго, даже после того, как Рига оказалась в руках неприятеля. Поначалу военным руководством России в ответ на продвижение кайзеровских армейских подразделений планировалась Рижская оборонительная операция (подробнее см. Рижская операция (1917), осуществлённая германской армией), которая началась на рассвете 19 августа 1917 года. В рамках проведения обороны города состоялось ожесточённое сражение на Искюльском плацдарме, который защищали дивизии 43-го армейского корпуса генерал-лейтенанта Василия Георгиевича Болдырева и 2-я Латышская стрелковая бригада Карла Яновича Гопперса, которая была отдана ему в подчинение. Именно в этой упорной битве решалась судьба Риги. Однако на следующий день последовал приказ Верховного главнокомандующего генерала Лавра Георгиевича Корнилова о сдаче Риги без боя. 12-я армия, которая вела оборонительные бои на территории Прибалтийского края, деморализовалась и вынуждена была начинать беспорядочное отступление в северном направлении через Ригу. Командующий 8-й германской армии генерал Оскар Гутьер предпринял попытку перекрыть пути отхода левобережным корпусам 12-й армии. В это время оставшиеся полки 2-й Латышской стрелковой бригады генерала Карда Яновича Гопперса проявили мужество и героизм, отстояв позиции защитников Риги на реке Маза Югла (Малый Егель). Благодаря тому, что подчинённые Гопперсу стрелки стойко выдерживали оборону, весь корпус армии избежал окружения и смог полноценно эвакуироваться без серьёзных потерь, однако Рига всё же была взята подразделениями неприятельской армии 21 августа 1917 года.

## События во время пребывания во главе Риги
Пауль Гопф был назначен руководителем гражданской администрации оккупированной немцами Риги. Де-юре исполняющим обязанности рижского градоначальника до захвата Риги оставался прибалтийско-немецкий чиновник Вильгельм Роберт Бульмеринг, отправленный губернским руководством в Иркутск. Впрочем, фактическая власть в городе на начальном этапе находилась в руках военного коменданта города генерала-полковника Цанке, который наряду с Гопфом отдавал распоряжения местному населению в качестве представителя оккупационных сил.
24 августа 1917 года в Ригу прибывает германский император Вильгельм II со своими родственниками — Леопольдом, принцем Баварским (генерал-фельдмаршалом Баварии) и принцем Иоахимом, младший сын императора. У Эспланады Вильгельм раздавал железные кресты немецким офицерам, отличившимся при взятии населённых пунктов Прибалтийских губерний.
В первые дни после взятия города немцы выпустили «особую медаль», которая была посвящена «освобождению Риги». От имени руководства города по Риге были развешены объявления на немецком, русском и латышском языках с требованием о сдаче оружия, а также с предупреждением о расстреле в случае, если кто-то из жителей Риги будет укрывать бойцов российской армии или военнообязанных армий союзников по Антанте.
Вскоре в связи с формальным отсутствием прошений на проведение православных богослужений в кафедральном соборе Рождества Христова и в связи с тем, что православная община Риги также не подала заявку на оставление храма в её ведении, кайзеровская администрация приняла решение превратить православный собор в лютеранскую гарнизонную кирху.
При Пауле Гопфе в Риге наблюдалось открытие большого числа питейных заведений по продаже крепких спиртных напитков, а также вскоре были разрешены дома терпимости. В частности, на Дворцовой улице (ныне улица Паласта в Старой Риге) был открыт публичный дом для кайзеровских офицеров, в которых, по воспоминаниям рижских газетных обозревателей, «жрицы любви» помимо платы за услуги получали двойной продовольственный паёк. Русских военнопленных заставляли проводить работы по вывозу фрагментов зданий, пострадавших во время артиллерийских обстрелов и другие тяжёлые физические работы.
По решению Пауля Гопфа и других представителей оккупационной администрации было разрешено издавать только две газеты (одну на немецком и другую на латышском языках). Все русские названия улиц были затёрты или закрашены, а ряд улиц был переименован в соответствии с концепцией германских завоевателей. В сквере Бауманя напротив Верманского парка был установлен памятник условному немецкому солдату.
По свидетельству журналиста «Слова» Ф. С. Павлова, по всему городу открывались полевые кухни («кригскирхе»), которые пользовались колоссальным спросом среди широких слоёв городского населения в связи с дороговизной продуктов питания, которые продавались в официальных магазинах. Одним из самых популярных блюд периода кайзеровской оккупации был мармеладный продукт, изготовляемый из гнилых ягод и фруктов, которые выдерживались в сахаре и низкокачественной муке; такое лакомство получило в народе название «гинденбургское сало» (по имени одного из ключевых командующих германскими войсками Пауля Гинденбурга).
При Гопфе в окрестностях Риги активно и спешно начали вырубать ценные сосновые леса, которые массово вывозились в Германию на грузовых судах. Также имущество многих жителей Риги систематически изымалось германцами при обысках и также вывозилось за пределы Прибалтики.
Пауль Гопф в некоторых случаях также влиял на проведение мероприятий, связанных с культурной жизнью города. В частности, он дал разрешение на проведение оперных постановок в здании Второго городского (русского) театра при условии, что они будут связаны с произведениями немецких классических композиторов. Первый спектакль состоялся 15 октября 1918 года — петербургский режиссёр Дмитрий Фёдорович Арбенин поставил оперу Рихарда Вагнера «Летучий Голландец». Гопф санкционировал этот спектакль именно в связи с тем, что это была постановка оперы Вагнера.
В этом же театре во время полномочий Пауля Гопфа в середине ноября 1918 года проходило заседание пронемецкого Народного совета, прокламировавшего декларацию о независимости Латвии под контролем уполномоченного германского командования по делам Прибалтийского края Августа Виннига.

## Оставление должности
Позиции оккупационной администрации Риги пошатнулись после Инчукалнского боя 1 января 1919 года, а после взятия Риги военными подразделениями латышских красных стрелков 2-3 января 1919 года и последующим провозглашением Латвийской социалистической советской республики Пауль Гопф утратил полномочия и вскоре эвакуировался в Германию со многими другими чиновниками кайзеровской оккупационной администрации. Вскоре Гопф занял должность обер-бургомистра Эберфельда (ныне входит в состав Вупперталя, крупного города земли Северный Рейн-Вестфалия), а Ригу с начала января возглавил латышский марксист и профессиональный революционер-большевик Рудольф Эндруп (Краузе). На должности градоначальника Эберфельда Гопф находился до 1920 года. Сведения о последующих периодах его жизни практически отсутствуют.